# Ludwig Hollmann
Ludwig Hollmann (* 18. Dezember 1873 in Holtkamp; † nach 1932) war ein deutscher Lehrer und Politiker (DVP).

## Leben
Nach dem Volksschulabschluss bildete sich Hollmann durch Seminare, Selbststudien und Vorlesungen an der Handelsakademie fort. Er besuchte von 1887 bis 1890 die Präparandenanstalt in Schildesche und absolvierte im Anschluss das Lehrerseminar in Hilchenbach, das er 1893 mit der Ersten Lehrerprüfung abschloss. 1895 bestand er die Zweite Lehrerprüfung, 1898 die Mittelschullehrerprüfung für die Fächer Deutsch und Geschichte und 1899 die Rektorprüfung. Des Weiteren besuchte er mehrere Semester lang Vorlesungen an der Akademie für Sozial- und Handelswissenschaften in Frankfurt am Main.
Seine Lehrtätigkeit begann Hollmann im Jahre 1893 an der Bürgerschule Wilhelmsplatz  in Herford. Von hier aus wechselte er 1899 an die Knabenmittelschule in Stendal, verblieb dort aber nur für ein Jahr und arbeitete danach bis 1905 an der Knabenmittelschule in Hanau, wo er gleichzeitig eine nebenamtliche Tätigkeit als Lehrer an der städtischen kaufmännischen Fortbildungsschule ausübte. Von 1905 bis 1912 war er Rektor an einer Volksschule in Bochum. Auch hier wirkte er nebenamtlich als Lehrer, und zwar an der städtischen Präparandenanstalt sowie an der kaufmännischen Schule der Handelskammer Bochum. Von 1912 bis 1922 war er Rektor an der 9. Gemeindeschule in Berlin-Lichtenberg.
1922 trat er als Schulrat und Hilfsarbeiter in den Dienst des Preußischen Ministeriums für Wissenschaft, Kunst und Volksbildung ein. 1924 erhielt er die Beförderung zum Oberregierungsrat.
Hollmann trat während der Zeit der Weimarer Republik in die Deutsche Volkspartei (DVP) ein und wurde dort zum Vorsitzenden des Schulausschusses gewählt. Von 1919 bis 1921 war er Mitglied der Verfassunggebenden Preußischen Landesversammlung und von 1921 bis 1932 Abgeordneter des Preußischen Landtages. Im Parlament vertrat er den Wahlkreis 4 (Potsdam I).